# Feldkirchen (powiat Straubing-Bogen)
Feldkirchen – miejscowość i gmina w Niemczech, w kraju związkowym Bawaria, w rejencji Dolna Bawaria, w regionie Donau-Wald, w powiecie Straubing-Bogen. Leży około 6 km na południowy zachód od Straubingu.

## Dzielnice
W skład gminy wchodzą dwie dzielnice: Feldkirchen, Mitterharthausen.

## Demografia
| Rok  | Liczba mieszk. |
| ---- | -------------- |
| 1970 | 1 833          |
| 1987 | 1 632          |
| 2000 | 1 906          |

## Oświata
(na 1999)

W gminie znajduje się 75 miejsc przedszkolnych (66 dzieci) oraz szkoła podstawowa (4 nauczycieli, 89 uczniów).